# 120년대
120년대는 120년부터 129년을 가리킨다.